# ニューフェイズ
ニュー・フェイズは、日本のプロレス団体「みちのくプロレス」で結成されたタッグチーム。

## 歴史
2014年
- 7月21日、ムーの太陽のザ・グレート・サスケとバラモン・ケイがウルティモ・ドラゴン&ラッセ組に勝利して東北タッグ王座初防衛後に念写を行った際出てきた二人が佐々木と郡司であったことから本格的に始動した新タッグチーム。
- 8月の夏休みシリーズより本格始動する。
- 8月16日、OOGAMANIAで日向寺塁&マヌエル・マヨーリと対戦しタッグとしての初白星を飾る。
- 8月24日、道場プロレスでフィニッシュで使用する合体技を初使用。
- 8月30日、新木場大会でムーの太陽と前哨戦を行うがパートナーの野橋太郎が敗れる。
- 9月14日、横浜大会でニュー・フェイズと発表する。
- 9月20日、矢巾大会で東北タッグ王座に挑戦するも敗北。
- 10月4日、タッグチーム「舎人一家」と対戦して敗北。
- 10月5日、みちのくふたり旅2014でヤッペーマン1号&ヤッペーマン2号のヤッペーマンズと対戦し郡司のミサイルキックから大地が1号を丸め込み勝利。
- 8月30日、2回戦でラッセ&剣舞組のリザーバーとなった気仙沼二郎&かめっしーと対戦し郡司がかめっしーを首固めで丸め込み勝利。
- 10月13日、決勝戦でバラモン兄弟と対戦し敗北。郡司の2年連続の優勝にはならなかった。
- 10月18日、弾丸ヤンキースのフジタ"Jr"ハヤトと日高郁人と対戦するも敗れる。

2015年
- 3月14日、矢巾大会で東北タッグ王座を初戴冠。タッグ戴冠後はイーグルスマスクと前説に登場するようになる。イーグルスは事実上ニューフェイズのスポークスマンとなっている。
- 7月18日、イーグルスマスクが次期挑戦者に募集をかけたところ9月22日の矢巾大会で次期挑戦者として日高郁人&藤田ミノルの相棒タッグが挑戦することが発表される。
- 9月22日、矢巾大会で佐々木がショーンキャプチャーで敗れる。
- 12月10日、相棒タッグとのリマッチを行うが佐々木が雪崩式ツームストンパイルドライバーで敗れる。この試合をもって解散。

## メンバー
- 佐々木大地
- 郡司歩

## 合体技
ニューフェイズ

## タイトル歴
- 東北タッグ王座